# Biscoe Bay
Biscoe Bay är en vik i Antarktis. Den ligger i Västantarktis, norr om udden Biscoe Point på den sydvästra kusten av Anversön i Palmerarkipelagen, väster om den Antarktiska halvön.
Viken kartlades första gången under den belgiska Antarktisexpeditionen (1897–1899) som leddes av den belgiske polarforskaren Adrien de Gerlache. Han namngav viken efter den brittiske sjöfararen och upptäcktsresanden John Biscoe, som sägs ha gått i land i denna vik i februari 1832.
Argentina, Chile och Storbritannien gör anspråk på området.